# Orthaltica australis
Orthaltica australis es una especie de insecto coleóptero de la familia Chrysomelidae. Fue descrita en 1995 por Konstantinov.